# Landtagswahl im Trentino 1968
Die Landtagswahl im Trentino 1968 fand am 17. November als Wahl zum Regionalrat Trentino-Südtirol statt. Gewählt wurden die 27 Mitglieder des Trentiner Landtags.
Am selben Tag fand auch die Wahl zum Südtiroler Landtag statt.

## Ergebnis
| Listen                                    | Listen                                          | Stimmen | %    | Mandate |
| ----------------------------------------- | ----------------------------------------------- | ------- | ---- | ------- |
|                                           | Democrazia Cristiana                            | 142.892 | 58,0 | 16      |
|                                           | PSI – PSDI Unificati                            | 37.482  | 15,2 | 4       |
|                                           | Partito Popolare Trentino Tirolese              | 18.182  | 7,4  | 2       |
|                                           | Partito Comunista Italiano                      | 16.148  | 6,6  | 2       |
|                                           | Partito Liberale Italiano                       | 11.406  | 4,6  | 1       |
|                                           | Partito Socialista Italiano di Unità Proletaria | 7.726   | 3,1  | 1       |
|                                           | Partito Repubblicano Italiano                   | 5.998   | 2,4  | 1       |
|                                           | Movimento Sociale Italiano                      | 4.049   | 1,6  | –       |
|                                           | Alleanza Contadina Artigiana                    | 2.275   | 0,9  | –       |
| Gesamt                                    | Gesamt                                          | 246.158 | 100  | 27      |
|                                           |                                                 |         |      |         |
| Quelle: Autonome Region Trentino-Südtirol |                                                 |         |      |         |